# Liste des sénateurs belges (législature 2010-2014)
Pour les articles homonymes, voir Liste des sénateurs belges.
Liste des sénateurs belges pour la législature 2010-2014, par ordre alphabétique.
Les sénateurs directs ont été élus le 13 juin 2010.
La prestation de serment des élus directs a eu lieu le 6 juillet 2010.
Les 74 sénateurs se répartissent comme suit:
- 3 sénateurs de droit (princes royaux)
- 40 sénateurs élus directs (Élections législatives fédérales belges de 2010)
- 21 sénateurs de communauté (Élections régionales belges de 2009):
  -  10 issus du parlement flamand
  -  10 issus du parlement de la Communauté française
  -  1 issu du parlement de la Communauté germanophone
- 10 sénateurs cooptés, dont:
  - 4 élus par les sénateurs francophones
  - 6 élus par les sénateurs néerlandophones

## Sénateurs de droit
- Philippe de Belgique (jusqu'au 21 juillet 2013)
- Astrid de Belgique
- Laurent de Belgique

## Bureau

### Président
- Sabine de Bethune remplace (11.10.11) Danny Pieters (N-VA)

### Vice-présidents
1. Louis Ide (N-VA) remplace (07.2013) Danny Pieters (N-VA) remplace (11.10.11) Helga Stevens (N-VA)
2. Willy Demeyer (PS)
3. Armand De Decker (MR)

### Questeurs
- Guy Swennen remplace (29.11.12) Bert Anciaux (sp.a)
- Lieve Maes (N-VA) remplace (07.2013) Louis Ide remplace (11.10.11) Wouter Beke (CD&V)
- Olga Zrihen, présidente (PS)

## Répartition des sièges (71)
| Néerlandophones | Néerlandophones | Néerlandophones | Néerlandophones | Francophones | Francophones | Francophones    | Francophones | Germanophones | Germanophones | Germanophones  | Germanophones |
| Partis (41)     | Directs (25)    | Communauté (10) | Cooptés (6)     | Partis (29)  | Directs (15) | Communauté (10) | Cooptés (4)  | Partis (1)    |               | Communauté (1) |               |
| N-VA (14)       | 9               | 3               | 2               | PS (12)      | 7            | 3               | 2            | SP (1)        |               | 1              |               |
| CD&V (7)        | 4               | 2               | 1               | MR (8)       | 4            | 3               | 1            |               |               |                |               |
| sp.a (7)        | 4               | 2               | 1               | Ecolo (5)    | 2            | 2               | 1            |               |               |                |               |
| open vld (6)    | 4               | 1               | 1               | cdH (4)      | 2            | 2               | -            |               |               |                |               |
| Vl.Bel. (5)     | 3               | 1               | 1               |              |              |                 |              |               |               |                |               |
| Groen! (2)      | 1               | 1               | -               |              |              |                 |              |               |               |                |               |
| --------------- | --------------- | --------------- | --------------- | ------------ | ------------ | --------------- | ------------ | ------------- | ------------- | -------------- | ------------- |

## Sénateurs élus directs (40)

### Collège néerlandophone (25)
| Nom du sénateur                                        | Titulaire remplacé  | Partis ou tendances |
| ------------------------------------------------------ | ------------------- | ------------------- |
| Bert Anciaux                                           |                     | Sp.a                |
| Wouter Beke                                            |                     | CD&V                |
| Frank Boogaerts                                        | Helga Stevens       | N-VA                |
| Yves Buysse                                            | Filip Dewinter      | VB                  |
| Jurgen Ceder                                           |                     | Indépendant         |
| Dirk Claes                                             | Marianne Thyssen    | CD&V                |
| Rik Daems                                              |                     | OpenVLD             |
| Sabine de Bethune                                      | présidente du Sénat | CD&V                |
| Patrick De Groote                                      | Bart De Wever       | N-VA                |
| Bart De Nijn depuis 7.02.13 Piet De Bruyn (09.2010)    | Kim Geybels         | N-VA                |
| Leona Detiège (au 01.10.2012)                          | Marleen Temmerman   | Sp.a                |
| Dalila Douifi (au 06.12.2011)                          | Johan Vande Lanotte | Sp.a                |
| Inge Faes                                              |                     | N-VA                |
| Louis Ide                                              |                     | N-VA                |
| Nele Lijnen                                            |                     | OpenVLD             |
| Lieve Maes                                             |                     | N-VA                |
| Freya Piryns                                           |                     | Groen!              |
| Elke Sleurs                                            |                     | N-VA                |
| Veerle Stassijns (au 17.7.2013)                        | Danny Pieters       | N-VA                |
| Martine Taelman                                        | Dirk Sterckx        | OpenVLD             |
| Fauzaya Talhaoui (09.2011)                             | Frank Vandenbroucke | Sp.a                |
| Anke Van dermeersch                                    |                     | VB                  |
| Els Van Hoof depuis 28.03.13                           | Rik Torfs           | CD&V                |
| Yoeri Vastersavendts (au 10.2012)                      | Alexander De Croo   | OpenVLD             |
| Sabine Vermeulen (9.10.2012) Luc Sevenhans (13.7.2010) | Philippe Muyters    | N-VA                |

### Collège francophone (15)
| Nom du sénateur   | Titulaire remplacé | Partis ou tendances |
| ----------------- | ------------------ | ------------------- |
| Marie Arena       |                    | PS                  |
| François Bellot   |                    | MR                  |
| Hassan Bousetta   |                    | PS                  |
| Armand De Decker  |                    | MR                  |
| Francis Delpérée  |                    | cdH                 |
| Willy Demeyer     |                    | PS                  |
| Gerard Deprez     | Louis Michel       | MR                  |
| Vanessa Matz      |                    | cdH                 |
| Jacky Morael      |                    | ECOLO               |
| Paul Magnette,    |                    | PS                  |
| Philippe Moureaux |                    | PS                  |
| Benoit Hellings   | Claudia Niessen    | ECOLO               |
| Fatiha Saïdi      |                    | PS                  |
| Dominique Tilmans |                    | MR                  |
| Fabienne Winckel  |                    | PS                  |

## Sénateurs de Communauté (21)
Le 13 juillet 2010, les 20 sénateurs de Communauté (10 francophones, 10 néerlandophones, 1 germanophone), ont prêté serment, comme suit:

### Communauté flamande (10)
| Nom du sénateur                         | Précédent(s) titulaire(s) | Partis ou tendances |
| --------------------------------------- | ------------------------- | ------------------- |
| Jean-Jacques De Gucht depuis le 9.01.13 | Bart Tommelein            | OpenVLD             |
| Filip Dewinter                          |                           | VB                  |
| Cindy Franssen                          |                           | CD&V                |
| Lies Jans depuis 9.01.13                | Liesbeth Homans           | N-VA                |
| Fatma Pehlivan (au 21.12.2011)          | Güler Turan               | Sp.a                |
| Jan Roegiers (au 9.10.2013)             | Ludo Sannen               | Sp.a                |
| Helga Stevens                           |                           | N-VA                |
| Wilfried Vandaele depuis 9.01.13        | Bart De Wever             | N-VA                |
| Johan Verstreken depuis 9.01.13.        | Jan Durnez                | CD&V                |
| Mieke Vogels                            |                           | Groen!              |

### Communauté française (10)
| Nom du sénateur                           | Précédent(s) titulaire(s)    | Partis ou tendances |
| ----------------------------------------- | ---------------------------- | ------------------- |
| Jacques Brotchi                           |                              | MR                  |
| Marcel Cheron                             |                              | ECOLO               |
| Christine Defraigne                       |                              | MR                  |
| Mohamed Daif (depuis 2013)                | Caroline Désir (jusque 2013) | PS                  |
| André du Bus de Warnaffe                  |                              | cdH                 |
| Jean-François Istasse depuis 13.03.13     | Muriel Targnion              | PS                  |
| Zakia Khattabi                            |                              | ECOLO               |
| Bertin Mampaka Mankambadepuis le 13.03.13 | Dimitri Fourny               | cdH                 |
| Richard Miller                            |                              | MR                  |
| Olga Zrihen                               |                              | PS                  |

### Communauté germanophone (1)
Désigné le 28 juin 2010 par le Conseil germanophone:
| Nom du sénateur | Titulaire précédent | Partis ou tendances |
| --------------- | ------------------- | ------------------- |
| Louis Siquet    |                     | SP                  |

## Sénateurs cooptés (10)
Le 20 juillet 2010 ont été cooptés 10 sénateurs, comme suit :

### Collège néerlandophone (6)
| Nom du sénateur                  | Titulaire remplacé | Partis ou tendances |
| -------------------------------- | ------------------ | ------------------- |
| Huub Broers,                     |                    | N-VA                |
| Guido De Padt                    |                    | OpenVLD             |
| Bart Laeremans                   |                    | VB                  |
| Guy Swennen                      |                    | Sp.a                |
| Karl Vanlouwe                    |                    | N-VA                |
| Etienne Schouppe (au 21.12.2012) | Peter Van Rompuy   | CD&V                |

### Collège francophone (4)
| Nom du sénateur | Titulaire remplacé | Partis ou tendances |
| --------------- | ------------------ | ------------------- |
| Alain Courtois  |                    | MR                  |
| Ahmed Laaouej   |                    | PS                  |
| Philippe Mahoux |                    | PS                  |
| Cécile Thibaut  |                    | ECOLO               |

## Commissions et groupes de travail

### Commissions permanentes
| Commission                            | Président                                                                                         |
| ------------------------------------- | ------------------------------------------------------------------------------------------------- |
| Justice                               | Alain Courtois remplace Christine Defraigne (MR)                                                  |
| Relations extérieures et Défense      | Karl Vanlouwe (N-VA)                                                                              |
| Affaires institutionnelles            | Sabine de Bethune (OpenVLD) remplace (11.10.11) Danny Pieters (N-VA)                              |
| Finances et Affaires économiques      | Ludo Sannen (Sp.a) remplace Frank Boogaerts (N-VA) remplace (11.10.11) Frank Vandenbroucke (SP.a) |
| Intérieur et Affaires administratives | Philippe Moureaux (PS)                                                                            |
| Affaires sociales                     | Elke Sleurs (N-VA) remplace Rik Torfs (N-VA) remplace (11.10.11) Dirk Claes (CD&V)                |
| Comité permanent R                    | Sabine de Bethune (CD&V) remplace Danny Pieters (N-VA)                                            |

### Comités d'avis
| Commission                                                              | Président             |
| ----------------------------------------------------------------------- | --------------------- |
| Comité d'avis pour l'égalité des chances entre les femmes et les hommes | Nele Lijnen (OpenVLD) |

### Commissions mixtes
| Commission                                                                                  | Président                                                         |
| ------------------------------------------------------------------------------------------- | ----------------------------------------------------------------- |
| Commission de contrôle des dépenses électorales et de la comptabilité des partis politiques | Sabine de Bethune remplace (11.10.11) Danny Pieters (coprésident) |
| Commission parlementaire de concertation                                                    | Sabine de Bethune remplace (11.10.11) Danny Pieters (coprésident) |
| Comité d'avis fédéral chargé des questions européennes                                      | Philippe Mahoux (PS)                                              |

### Groupes de travail et de travail mixte
| Groupe de travail                            | Président                 |
| -------------------------------------------- | ------------------------- |
| Groupe de travail "Traite des êtres humains" | Inge Faes (N-VA)          |
| Groupe de travail "Droit successoral"        | Martine Taelman (OpenVLD) |
| Groupe de travail "Espace"                   | Dominique Tilmans (MR)    |
| Groupe de travail "Informatique et Liberté"  | Philippe Mahoux (PS)      |
| Groupe de travail "Partis politiques"        | Joseph George             |